# Xã Lake, Quận Cerro Gordo, Iowa
Xã Lake (tiếng Anh: Lake Township) là một xã thuộc quận Cerro Gordo, tiểu bang Iowa, Hoa Kỳ. Năm 2010, dân số của xã này là 338 người.